# Альянс лікарів
Альянс лікарів (Альянс врачей) — незалежна профспілка, створена у серпні 2018 року для захисту інтересів лікарів та медичних працівників Росії. Голова профспілки — кандидат медичних наук, лікар-офтальмолог Анастасія Васильєва.
Поштовхом до створення профспілки послужила ситуація, коли мати Васильєвої, доктора медичних наук Надію Макашову, намагалися скоротити з посади лікаря у НДІ Очних хвороб, запропонувавши посаду прибиральниці.

## Структура
«Альянс лікарів» складається з регіональних відділень, які управляються центральною радою та, у свою чергу, складаються з первинних профспілкових організацій. З кінця 2018 до кінця 2019 року «Альянс лікарів» відкрив 31 регіональне відділення. Членами профспілки можуть бути працівники організацій охорони здоров'я (у тому числі тимчасово припинили трудову діяльність та звільнені з тих чи інших причин, якщо з моменту звільнення минуло не більше року), учні профільних освітніх установ віком від 14 років, непрацюючі пенсіонери, які зберегли зв'язок із профспілкою.
Згідно з ЄДРЮЛ, Альянс зареєстрований за юридичною адресою Москва, вул. Братиславська 18к1, кв 483. Фактична адреса на офіційному сайті організації відсутня.

## Діяльність

### Страйк в Окулівці
Працівники станції швидкої допомоги в місті Окулівці Новгородської області двічі оголошували «італійський страйк», вимагаючи підвищити оклади та покращити постачання станції. 16 березня 2019 року за підтримки «Альянсу лікарів» в Окулівці відбувся мітинг, де зібралося близько 500 людей. Після переговорів з виконувачем обов'язків головного лікаря Окуловської ЦРЛ Вадимом Ладягіним страйк було припинено. 22 квітня страйк відновився, але вже 30 квітня член «Альянсу лікарів» Світлана Кузнєцова повідомила про його припинення: станцію швидкої допомоги прикріпили до станції швидкої допомоги у Боровичах, яка працює незалежно від районної лікарні. Лікарі назвали це перемогою: у Боровичах краще постачання і вища зарплата.

### Серія пікетів «За гідну медицину»
В ноябре 2019 года «Альянс врачей» провел серию одиночных пикетов «За достойную медицину» в 20 городах России. Акция была направлена против несправедливых увольнений врачей, низких зарплат и уголовного преследования медработников. Глава отделения «Альянса врачей» по Краснодарскому краю Юлия Волкова и врач Юлия Фрейлих в ходе пикетов были задержаны.

### Станція переливання крові у Єльці
У грудні 2019 року було оголошено про закриття великої станції переливання крові у місті Єльці Липецької області. Станція обслуговує 250 000 чоловік, у запасі має 10 000 літрів компонентів донорської крові. «Альянс лікарів» спільно з мешканцями Єльця та співробітниками станції провів одиночні пікети проти її закриття.

### 11-а гінекологічна лікарня у Москві
На початку грудня 2019 року співробітники 11-ї гінекологічної лікарні (2-а філія міської клінічної онкологічної лікарні № 1) у Москві опинилися під загрозою звільнення. Лікарню планували закрити на підставі капітального ремонту. Головлікар ДКОБ № 1 Всеволод Галкін запропонував співробітникам звільнитися за власним бажанням із виплатою компенсації. Медпрацівники утворили профспілку та вступили до «Альянсу лікарів». Коли на нараду 18 грудня разом із лікарями прийшла Анастасія Васильєва, начальник охорони викликав співробітників Росгвардії, а Департамент охорони здоров'я Москви назвав появу Васильєва на нараді провокацією. Пізніше Департамент охорони здоров'я Москви втрутився в ситуацію з лікарнею, і весь колектив перевели у нове гінекологічне відділення лікарні № 24 із збереженням посад. Особняк, де розташовувалася 11-та гінекологічна лікарня, відійшов до Центру паліативної допомоги департаменту охорони здоров'я Москви, заснованого Нютою Федермессер.

### Страйк у Богдановичі
27 січня 2020 року співробітники ЦРЛ у місті Богдановичу Свердловської області, члени «Альянсу лікарів», оголосили страйк проти антисанітарних умов. Серед іншого, прачки скаржилися на те, що простирадла, в які завертають трупи, після прання використовуються повторно для хворих стаціонару. Внаслідок страйку прокуратура винесла подання міністру охорони здоров'я Свердловської області Андрію Цвєткову і розпочала адміністративне провадження щодо головного лікаря Богдановичської ЦРЛ. Через чотири дні після початку страйку чиновники заявили, що виділять лікарні близько 400 мільйонів рублів із бюджету.

### Медінспекція
Наприкінці березня 2020 року «Альянс лікарів» оголосив про Всеросійську медичну інспекцію. Її мета — перевірити готовність російських лікарень до боротьби з пандемією коронавірусної інфекції та забезпечити медичних працівників засобами індивідуального захисту (ЗІЗ), а також доставку ЗІЗ до об'єктів, що особливо потребують. На закупівлю ЗІЗ було оголошено збір коштів.
Основні вимоги медінспекції «Альянсу лікарів» :
- Забезпечити всіх медиків повноцінними засобами захисту міжнародного рівня.
- Забезпечити всі лікарні, де перебувають пацієнти з підозрою на коронавірус, достатньою кількістю обладнання — апаратами ШВЛ та ЕКМО відповідно до рекомендацій МОЗ.
- Виплачувати заробітну плату всім медикам на одну ставку відповідно до «травневих указів», доплачувати за шкідливі та небезпечні умови праці тим, хто змушений боротися з коронавірусом.
- Припинити закривати медичні заклади, відновити та відремонтувати інфекційні лікарні — дитячі та дорослі.

2 квітня три автомобілі «Альянсу лікарів», які везли засоби індивідуального захисту медикам в Окуловку, Стару Руссу та Великий Новгород, були затримані поліцією на в'їзді в Окуловку. Альянс віз 1,5 тисяч рукавичок, 1,5 тисяч респіраторів, 500 масок, 100 очок, 50 протиепідемічних костюмів, 300 літрів антисептика. Усі ЗІЗ було вивантажено в Окулівці під наглядом співробітників поліції, а на членів профспілки склали протоколи у зв'язку з порушенням режиму ізоляції під час пандемії коронавірусу. Медики самі прибули до відділу поліції, де їм передали ЗІЗ.
7 квітня Медінспекції вдалося передати ЗІЗ працівникам центральної міської клінічної лікарні міста Реутов.
18 червня 2020 року після заяви голови Росздравнадзора Алли Самойлової про смерть від коронавірусу 489 медпрацівників, голова профспілки Анастасія Васильєва заявила, що Альянс лікарів подає заяву до Слідчого Комітету про порушення кримінальної справи за ст 207. неправдивої інформації про обставини, що становлять загрозу життю та безпеці громадян на голову Росспоживнагляду Ганну Попову, яка заявляла раніше, що жодної жахливої статистики смертності медиків немає.

### 2021 рік
28 січня Анастасія Васильєва була затримана як підозрювана у «санітарній справі» — справі про порушення санітарно-епідеміологічних норм на протестах на підтримку Олексія Навального в січні 2021 року, вона була поміщена під домашній арешт але згодом суд. Станом на вересень 2021 Васильєва була єдиною фігуранткою справи, за якою ще не винесений вирок.
3 березня Міністерство юстиції внесло «Альянс лікарів» до списку НКО — «іноземних агентів» через «неодноразове отримання іноземного фінансування, а також здійснення політичної діяльності».
У квітні 2021 року «Альянс лікарів» оголосив ультиматум із вимогою допустити до Навального кваліфікованих спеціалістів. Лікарів та кваліфікованої необхідної допомоги Олексію Навальному так і не надали до 6 квітня. Тоді співробітники профспілки Альянс лікарів 6 квітня 2021 самі приїхали до колонії самі ІЧ-2 Покров до 12:00, щоб допомогти Олексію Навальному з його погіршенням стану здоров'я.
13 квітня 2021 року співробітники профспілки «Альянсу Лікарів» вийшли на одиночні пікети за доступ до колонії незалежного лікаря до Олексія Навального. Поліція затримала учасника профспілки «Альянс лікарів» Кирила Бородіна через одиночний пікет на підтримку Навального.
15 квітня 2021 року заступник голови «Альянсу лікарів» Анастасія Тарабріна вийшла з нього, обґрунтувавши це зайвою політизованістю профспілки, і створила нову профспілку «Голос медицини», яка, як передбачається, займатиметься лише медичними питаннями.
16 вересня 2021 року голова «Альянсу лікарів» Анастасія Васильєва опублікувала у Facebook заяву, в якій просила «не асоціювати» профспілку з Фондом боротьби з корупцією, оскільки, за її словами, ФБК припинив підтримку профспілки. Прес-секретар профспілки повідомила, що офіційна заява про це готується, а сторінка у Facebook не була зламана, заява була опублікована самою Васильєвою. Як зазначає Meduza, у той же час Васильєва проходить обвинуваченою у «санітарній справі» і є єдиною фігуранткою справи, за якою ще не винесено вирок. Директор ФБК Іван Жданов пов'язав те, що сталося з виборами, що починалися на наступний день, до Державної думи і заявив, що «життя Анастасії різними способами перетворили на справжнісіньке пекло».
14 жовтня 2021 року Преображенський суд Москви засудив голову «Альянсу лікарів» Анастасію Васильєву до одного року обмеження волі у «санітарній справі». Васильєва зобов'язана не покидати межі Москви, не відвідувати масових заходів, а також перебувати вдома з 22:00 до 06:00.
Члени альянсу покидають Росію через тиск.